# Station Obitoke
Station Obitoke (帯解駅, Obitoke-eki) is een spoorwegstation in de Japanse stad Nara. Het wordt aangedaan door de Sakurai-lijn (Manyō-Mahoroba-lijn). Het station heeft twee sporen, gelegen aan twee zijperrons.

## Treindienst

### JR West
| Stationszijde | ■ Sakurai-lijn | richting Tenri en Sakurai |
| Overzijde     | ■ Sakurai-lijn | richting Nara             |

## Geschiedenis
Het station werd in 1898 geopend.

## Stationsomgeving
- Fabriek van Sharp
- Distributiecentrum van Nippon Express
- Kōdaiji-vijver
- Obitoke-tempel

Nara · Kyōbate · Obitoke · Ichinomoto · Tenri · Nagara · Yanagimoto · Makimuku · Miwa · Sakurai · Kaguyama · Unebi · Kanahashi · Takada